# Cataclysta albipunctalis
Cataclysta albipunctalis là một loài bướm đêm trong họ Crambidae.